# Баллитор
Баллитор (англ. Ballytore, также Ballitore; ирл. Béal Átha an Tuair Бел-Аха-ан-Туарь) — деревня в Ирландии, находится в графстве Килдэр (провинция Ленстер).

## Демография
Население — 445 человек (по переписи 2006 года). В 2002 году население составляло 338 человек.
Данные переписи 2006 года:
| Общие демографические показатели |               |                               |                               |      |      |
| Всё население                    | Всё население | Изменения населения 2002—2006 | Изменения населения 2002—2006 | 2006 | 2006 |
| 2002                             | 2006          | чел.                          | %                             | муж. | жен. |
| 338                              | 445           | 107                           | 31,7                          | 222  | 223  |